# وستویتیر لوسنیتوس (کالیفرنیا)
وستویتیر لوسنیتوس (به انگلیسی: West Whittier-Los Nietos) یک منطقهٔ مسکونی در ایالات متحده آمریکا است که در شهرستان لس‌آنجلس، کالیفرنیا واقع شده‌است. وستویتیر لوسنیتوس ۶٫۵۲۴ کیلومتر مربع مساحت و ۲۵٬۵۴۰ نفر جمعیت دارد.